# Kali bromide
Kali bromide (KBr) là một muối được sử dụng rộng rãi như thuốc chống co giật và an thần vào cuối thế kỷ 19 và đầu thế kỷ 20, sử dụng không cần toa thuốc tới tận năm 1975 ở Hoa Kỳ. Tác dụng của nó là do ion bromide (natri bromide cũng hiệu quả tương đương). Kali bromide được sử dụng như một loại thuốc thú y, với tư cách một loại thuốc chống động kinh cho chó.
Trong điều kiện tiêu chuẩn, kali bromide là một bột tinh thể màu trắng. Nó hòa tan tự do trong nước; nó không hòa tan trong acetonitril. Trong dung dịch nước loãng, kali bromide có vị ngọt, ở nồng độ cao hơn nó có vị đắng và vị mặn khi nồng độ cao hơn nữa. Những ảnh hưởng này chủ yếu là do các tính chất của ion kali – natri bromide có vị mặn ở bất kỳ nồng độ nào. Ở nồng độ cao, kali bromide kích thích màng nhầy dạ dày, gây buồn nôn và đôi khi nôn mửa (một hiệu ứng điển hình của tất cả các muối kali hoà tan).

## Tính chất hóa học
Kali bromide, một muối ion điển hình, là hoàn toàn phân cực và đạt độ pH 7 trong dung dịch nước. Nó đóng vai trò như một nguồn ion bromide. Phản ứng này rất quan trọng cho việc sản xuất bạc bromide cho phim ảnh:
KBr (dung dịch) + AgNO3 (dung dịch) → AgBr (rắn) + KNO3 (dung dịch)
Ion Br− trong dung dịch cũng tạo ra các phức chất  khi phản ứng với một số halide kim loại như đồng(II) bromide:
2KBr(dung dịch) + CuBr2 (dung dịch) → K2CuBr4 (dung dịch)

## Điều chế
Một phương pháp truyền thống để sản xuất KBr là phản ứng của kali cacbonat với muối sắt(II,III) bromide, Fe3Br8, được làm bằng cách xử lý phế liệu sắt dưới nước với một lượng dư thừa brom:
4K2CO3 + Fe3Br8 → 8KBr + Fe3O4 + 4CO2↑